# Illerkirchberg
Illerkirchberg település Németországban, azon belül Baden-Württembergben. Lakosainak száma 5043 fő (2023. december 31.). Illerkirchberg Neu-Ulm és Senden községekkel határos.

## Népesség
A település népessége az elmúlt években az alábbi módon változott:
| Lakosok száma | 3008 | 3456 | 3436 | 3738 | 3863 | 4193 | 4592 | 4684 | 4697 | 5043 |
|               | 1961 | 1967 | 1974 | 1980 | 1987 | 1993 | 2000 | 2006 | 2013 | 2023 |